# Calviniacris nuda
Calviniacris nuda är en insektsart som beskrevs av Vitaly Michailovitsh Dirsh 1956. Calviniacris nuda ingår i släktet Calviniacris och familjen Lentulidae. Inga underarter finns listade i Catalogue of Life.